# 黄陵路
黄陵路是中華人民共和國上海市普陀区一條南北走向道路，南起延长西路，北至新村路，全长592米，道路始建於1953年，路名來自於陕西省延安市黄陵縣。2020年，當局對黃陵路實施整治。